# Economía de la dinastía Han

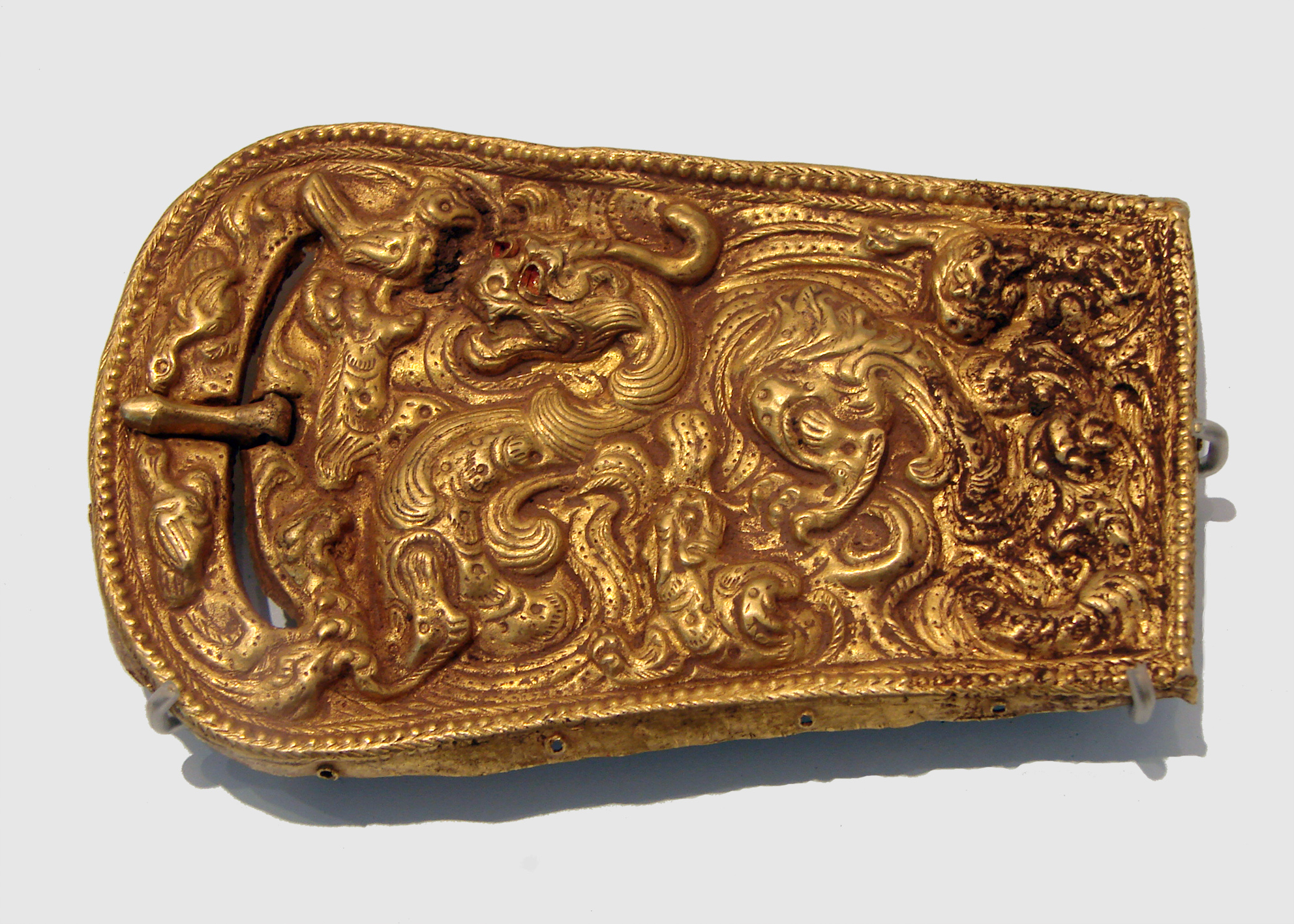
Una hebilla de cinturón del periodo Han Oriental, con detalles de animales y pájaros mitológicos cincelados en ella.

La dinastía Han (206 a. C. - 220 d. C.) de la antigua China experimentó periodos opuestos de prosperidad económica y declive. Se la divide normalmente en tres periodos: Han Occidental (206 a. C.-9 d. C.), la dinastía Xin (9-23), y Han Oriental (25-220). La Dinastía Xin, establecida por el regente Wang Mang, formó un corto periodo de entrerreinos entre largos periodos de dominio Han. Luego de la caída de Wang Mang, la capital Han fue trasladada al este desde Chang'an a Luoyang. Por esto, los historiadores han nombrado a estas eras como Han Occidental y Han Oriental, respectivamente.
La economía Han fue definida por un importante crecimiento poblacional, un aumento en la población urbana, un crecimiento sin precedentes de la industria y el comercio, y la experimentación gubernamental con la nacionalización. En esta época, el acuñado de monedas y la circulación de las mismas creció de manera significativa, formando las bases de un sistema monetario estable. La Ruta de la Seda facilitó el establecimiento del comercio e intercambios tributarios con países extranjeros a lo largo de Eurasia, muchos de los cuales no fueron conocidos por la gente de la antigua China. Las capitales imperiales, tanto de Han Occidental (Chang'an) como Han Oriental (Luoyang), se encontraban entre las ciudades más grandes del mundo en su momento, tanto en población como en área. Allí, talleres del gobierno fabricaban los muebles para los palacios del emperador y producían bienes para la gente común. El gobierno supervisó la construcción de caminos y puentes, los cuales facilitaron el trabajo oficial del gobierno e impulsaron el crecimiento comercial. Bajo el dominio Han, los industriales, mayoristas, y comerciantes ―desde dueños de pequeños negocios hasta adinerados empresarios― podían tomar parte en cualquier empresa y actividades comerciales en las esferas domésticas, públicas e incluso militares.
En los primeros años del periodo Han, los campesinos agricultores eran, en gran medida, autosuficientes, pero comenzaron a depender más y más de los intercambios comerciales con acaudalados terratenientes dueños de extensas propiedades agrícolas. Muchos campesinos se endeudaron y se vieron obligados a convertirse en trabajadores a sueldo o en aparceros de las clases dueñas de las tierras. El gobierno Han trató en forma constante de proveer ayuda económica a los agricultores pobres, quienes tenían que competir con poderosos e influyentes nobles, terratenientes y comerciantes. El gobierno trató de limitar el poder de estos grupos adinerados a través de fuertes impuestos y regulaciones burocráticas. El gobierno del emperador Wu (que reinó entre el 141 y 87 a. C.) incluso nacionalizó las industrias del hierro y la sal; sin embargo, estos monopolios gubernamentales fueron repelidos durante el Han Oriental. Un incremento en la intervención gubernamental en la economía privada durante el siglo II a. C. debilitó fuertemente a la clase comerciante. Esto permitió a los terratenientes acaudalados incrementar su poder y asegurar la continuación de una economía predominantemente agraria. Los terratenientes ricos también dominaron las actividades comerciales, manteniendo el control sobre los campesinos ―de los cuales el gobierno dependía para sus recaudaciones fiscales― poder militar, y mano de obra para obras públicas. Para los años 180, las crisis económicas y políticas habían causado que el gobierno Han se vuelva fuertemente descentralizado, mientras que los grandes terratenientes se volvieron cada vez más independientes y poderosos en sus comunidades.

## Sistema monetario y urbanización

### Urbanización y población

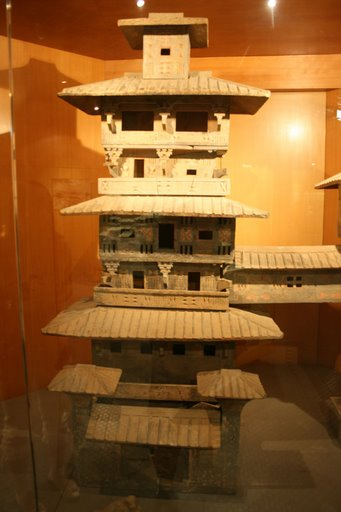
Un modelo arquitectónico chino pintado en cerámica ―encontrado en una tumba de la dinastía Han― que muestra una torre residencial con verandas, techos embaldosados, soportes dougong, y un puente cubierto que se extiende desde el tercer piso hacia otra torre.

Durante el periodo de los Reinos Combatientes (403-221 a. C.), el desarrollo del comercio privado, nuevas rutas de comercio, industrias artesanales, y una economía que utilizaba una moneda común llevaron al crecimiento de nuevos centros urbanos. Estos centros eran marcadamente diferentes de las antiguas ciudades, las cuales habían servido simplemente como bases del poder para la nobleza.
El uso de una moneda estandarizada a nivel nacional durante la Dinastía Qin (221-206 a. C.) facilitó el comercio a larga distancia entre las ciudades.
Muchas ciudades Han se volvieron grandes urbes: la capital de Han Occidental, Chang'an, tenía aproximadamente 250 000 habitantes, mientras que la capital de Han Oriental, Luoyang, tenía aproximadamente 500 000 habitantes.
La población del Imperio Han, registrada en el censo de impuestos del año 2, era de 57,6 millones de personas en 12 366 470 hogares.
La mayoría de los plebeyos que vivían en las ciudades viván en las áreas urbanas y suburbanas extendidas afuera de las murallas y puertas de las ciudades.
El área urbana de Chang'an ―incluyendo las extensiones más allá de las murallas― era de 36 km². El área de Luoyang ―incluyendo las extensiones urbanas más allá de las murallas― era de 24,5 km².
Tanto Chang'an como Luoyang tenían dos imponentes mercados; y cada mercado tenía una oficina gubernamental de dos pisos demarcada por una bandera y un tambor en la parte superior.
Los funcionarios públicos del mercado tenían el trabajo de mantener el orden, cobrar impuestos comerciales, fijar precios estándares de ciertos productos cada mes, y autorizar contratos entre los comerciantes y sus clientes.

### Variaciones en la moneda

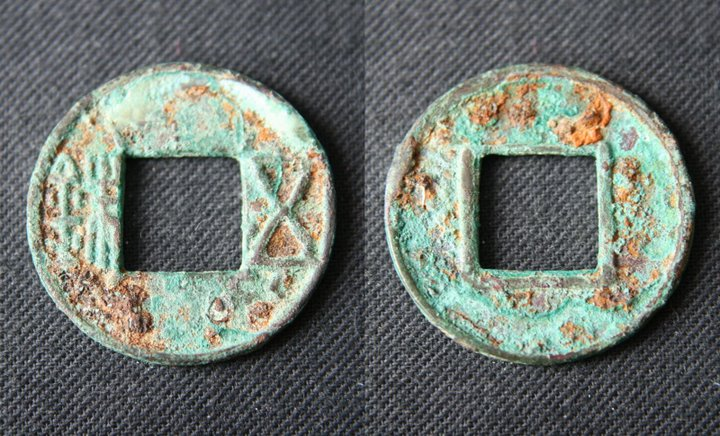
Una moneda wushu (五銖), emitida durante el reinado del emperador Wu de Han (r. 141-87 a. C.), de 25,5 mm de diámetro.

Durante los primeros años del periodo Han Occidental, su fundador, el emperador Gaozu de Han (r. 202-195 a. C.) cerró las cecas gubernamentales para reemplazarlas por monedas producidas por el sector privado.
La viuda de Gaozu, la emperatriz Lü Zhi, en su condición de gran emperatriz viuda, abolió el acuñado privado de monedas en 186 a. C. Primero emitió una moneda acuñada por el gobierno que pesaba 5,7 g, pero luego emitió otra, que pesaba 1,5 g, en 182 a. C.
El cambio a la moneda más liviana causó una inflación generalizada, así que en 175 a. C. el emperador Wen de Han (r. 180-157 a. C.) levantó la prohibición a las cecas privadas; las cecas privadas ahora estaban obligadas a acuñar monedas con un peso exacto de 2,6 g.
Las cecas privadas fueron prohibidas nuevamente en 144 a. C. durante el fin del reino del emperador Jing de Han (r. 157-141 a. C.). Pese a esto, la moneda de bronce de 2,6 g continuó siendo emitida tanto por el gobierno central como por las comanderías hasta 120 a. C., cuando durante un año fueron reemplazadas por una moneda que pesaba 1,9 g.
Otras monedas también fueron introducidas en esa época. Notas monetiformes hechas de piel blanca de ciervo bordada, con un valor nominal de 400 000 monedas, fueron utilizadas para recaudar ingresos del gobierno.
El emperador Wu también introdujo tres monedas de una aleación de estaño y plata que valían 3000, 500 y 300 monedas de bronce, respectivamente; todas con un peso de menos de 120 g.
En el año 119 a. C., el gobierno emitió la moneda de bronce wushu (五銖) con un peso de 3,2 g; la moneda continuó siendo la moneda de circulación estándar en China hasta la Dinastía Tang (618-907).
Durante la corta Dinastía Xin (9-23) de Wang Mang (45 a. C. - 23 d. C.), el gobierno introdujo varios cortes en 7, 9, 10 y en 14. Estas nuevas unidades (incluyendo cuchillos de dinero de bronce, oro, plata, tortugas, y conchas de caoríes) por lo general tenían un valor de mercado diferente al de su peso y degradaban el valor de la moneda.
Una vez terminaron las guerras civiles que llevaron a la deposición de Wang, el wushu fue reintroducido por el emperador Guangwu de Han (r. 25-57) el 40 tras la insistencia de Ma Yuan (14 a. C. - 49 d. C.).
Dado que las monedas emitidas por las comanderías eran por lo general de menor calidad y menor peso, el gobierno central cerró todas las cecas de las comanderías en 113 a. C. y le otorgó a la Superintendencia de Vías Fluviales y Parques del gobierno central la autoridad exclusiva para el acuñado de monedas.
Aunque esta responsabilidad fue traspasada al ministro de Finanzas (uno de los nueve ministros del gobierno central) a principios del periodo de Han Oriental, el monopolio sobre la emisión de moneda por parte del gobierno central persistió.
Gary Lee Todd (Ph.D. en Historia de la Universidad de Illinois en Urbana-Champaign y profesor de Historia en la Universidad Internacional de Sias en Xinzheng, Henan, China) muestra las siguientes imágenes de monedas emitidas durante los periodos Han Occidental y Xin en su página web:

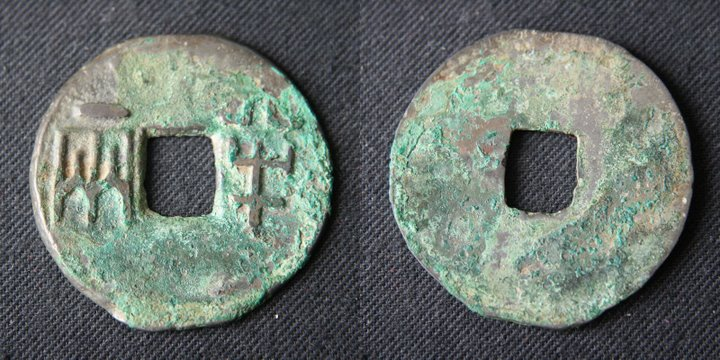
Una moneda emitida durante el reinado de la emperatriz emperatriz Lü Zhi (r. 187-180 a. C.), 34 mm de diámetro.
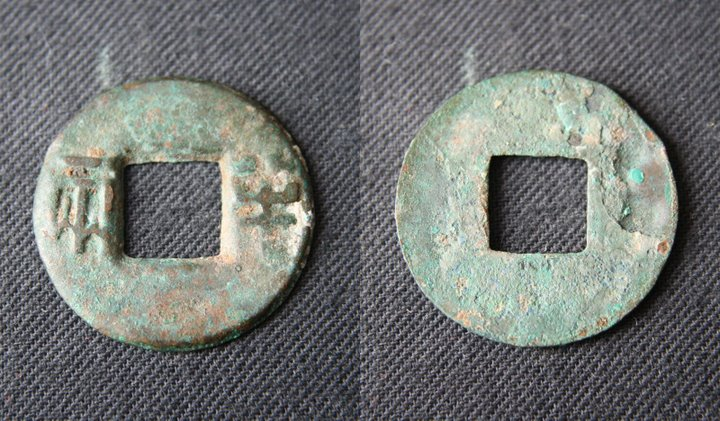
Una moneda emitida durante el reinado del emperador Wen de Han (r. 180-157 a. C.), 24 mm de diámetro.
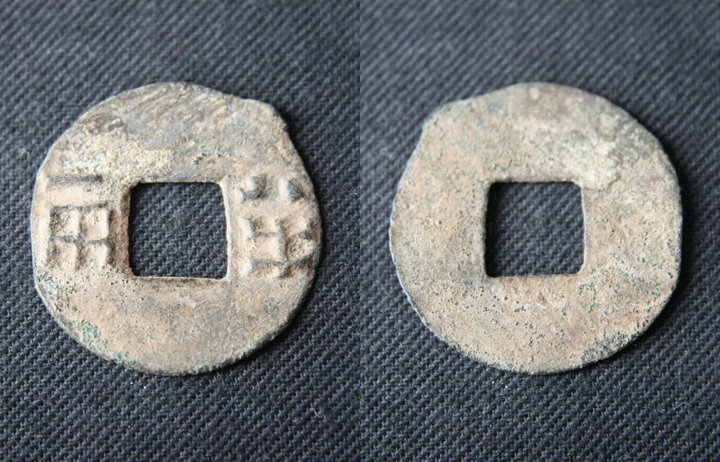
Una moneda emitida durante los primeros años del reinado del emperador Wu de Han (r. 141-87 a. C.), hecha de plomo y acuñada antes de que se instaure el monopolio del gobierno; esta moneda tiene entre 22 y 23 mm de diámetro.
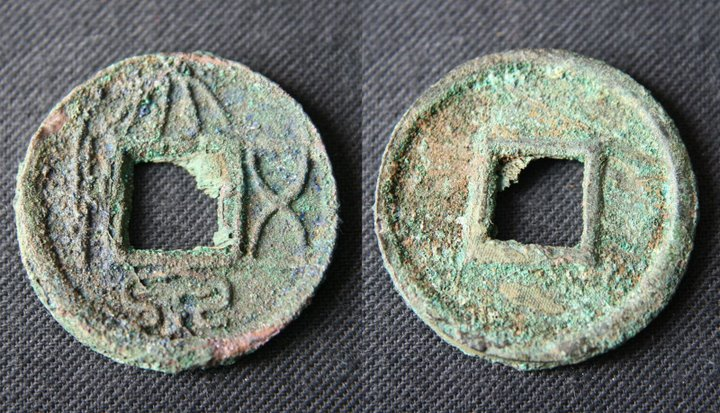
Una moneda emitida durante la regencia de Wang Mang (6-9) 28 mm de diámetro.
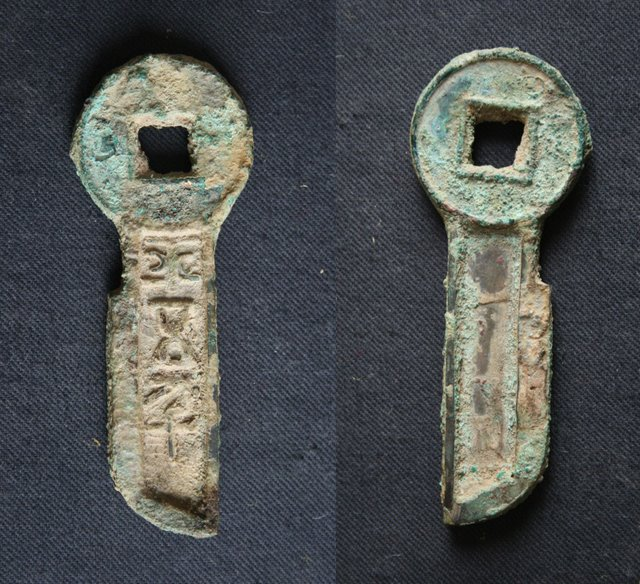
Una moneda con forma de cuchillo emitida durante el reinado de Wang Mang (9-23).
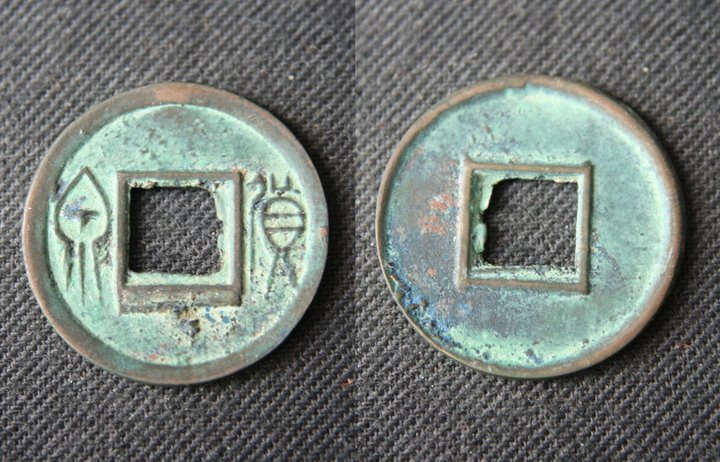
Una moneda emitida durante el reinado de Wang Mang (9-23) 20 mm de diámetro.

### Circulación y salarios
Los comerciantes y campesinos pagaban impuestos sobre la propiedad e impuestos al sufragio en monedas; y pagaban impuestos sobre la tierra con un porcentaje de su producción agrícola.
Los campesinos obtenían monedas al trabajar como asalariados para terratenientes ricos, en negocios como cervecerías o vendiendo productos agrícolas y mercaderías hechas en casa en mercados urbanos.
El gobierno Han puede que haya encontrado que el cobrar impuestos en monedas era el método más fácil debido a que el transporte de bienes usados para el pago de impuestos hubiese sido innecesario.
Entre 118 a. C. al 5 d. C., el gobierno acuñó más de 28 000 millones de monedas, con un promedio anual de 220 millones (o 220 000 series de 1000 monedas).
En contraste, el periodo Tianbao de la Dinastía Tang produjo 327 millones de monedas cada año, mientras que 3000 millones de monedas fueron producidas en 1045 y 5860 millones en 1080 durante la Dinastía Song (960-1279).
El dinero en efectivo en monedas era la denominación común de riqueza en Han Oriental, ya que muchos de los salarios eran pagados exclusivamente en efectivo.
Diwu Lun (第五倫) (fl. 40-85), gobernador de la provincia de Shu (actualmente Sichuan), describió a sus subordinados no en términos de tierras que poseían, sino según la totalidad de sus propiedades valuadas en 10 millones de monedas.
Las transacciones comerciales que involucraban el intercambio de miles de monedas eran algo común.
Angus Maddison estima que el producto interno bruto del país era equivalente a 450 dólares estadounidenses de 1990 por cabeza ―una suma que está muy por encima del nivel de subsistencia y que no cambió en forma significativa hasta el inicio de la Dinastía Song a principios del siglo X.
El sinólogo Joseph Needham ha argumentado en contra de las afirmaciones que el PIB per cápita de China excedía el de Europa solamente por cifras marginales a partir del siglo 5 a. C., indicando que la China Han era mucho más rica que el Imperio Romano contemporáneo.
La circulación generalizada de monedas enriqueció a muchos comerciantes, que por su parte invirtieron su dinero en tierras y se convirtieron en acaudalados terratenientes. Los esfuerzos del gobierno para hacer circular efectivo empoderaron a la misma clase que trataban de oprimir activamente a través de altos impuestos, multas, confiscaciones y controles de precios.

## Impuestos, propiedad y clases sociales

### Terratenientes y campesinos

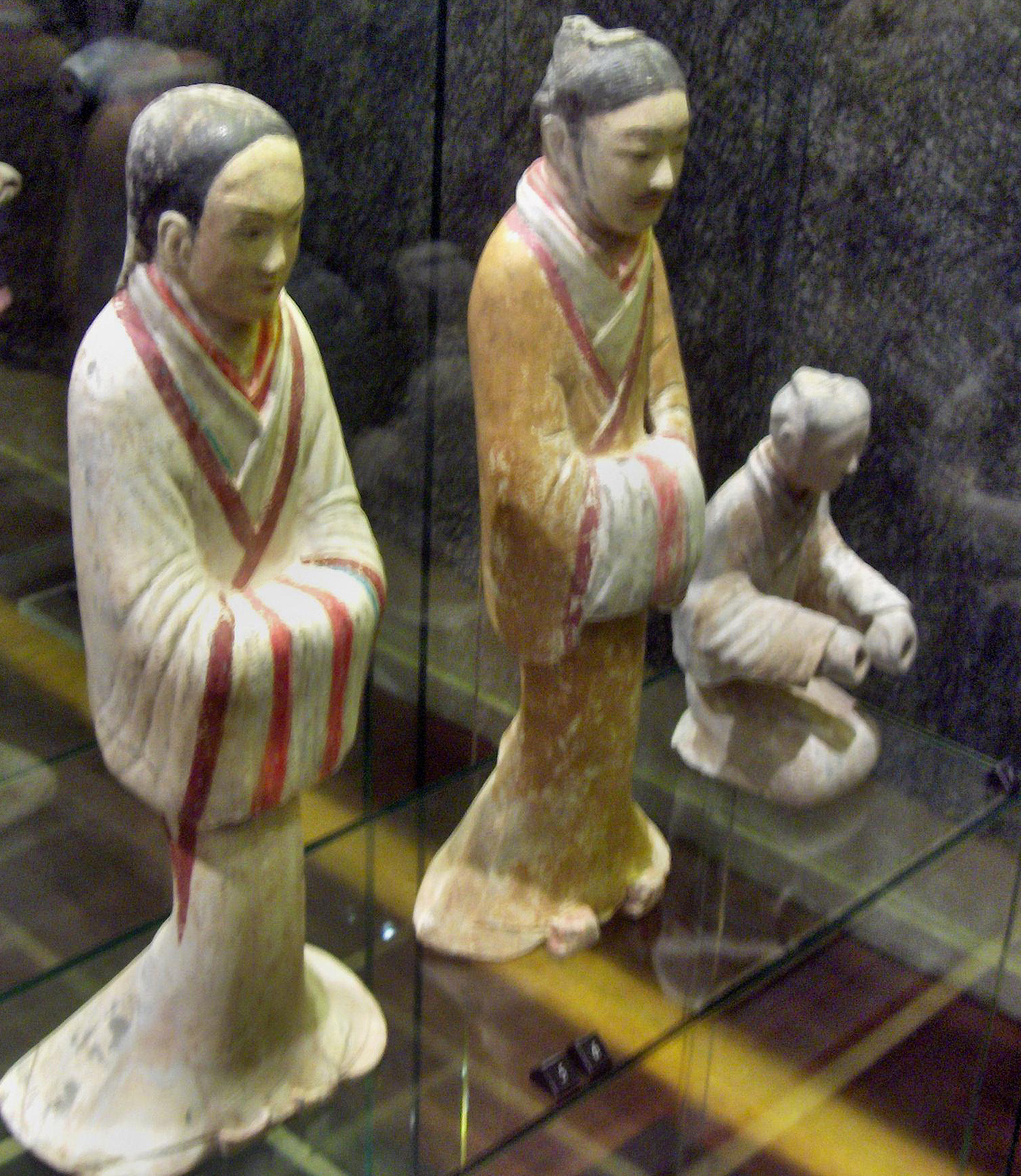
Una sirvienta y un asesor vestidos en batas de seda, figuras de cerámica de la época Han Occidental.

Luego de que Shang Yang (f. 338 a. C.) del Estado Qin aboliera el sistema comunal y aristocrático de campos-pozo como parte de un esfuerzo para reducir el poder de los nobles, la tierra en China pudo ser comprada y vendida libremente.
Los académicos históricos de la dinastía Han como Dong Zhongshu (179-104 a. C.) atribuyeron el alza de la acaudalada clase terrateniente a esta reforma.
El libro Han Feizi indica que la práctica de contratar trabajadores para la agricultura por parte de estos terratenientes comenzó en el III siglo a. C., e incluso antes.
Algunos terratenientes tenían una pequeña cantidad de esclavos, pero muchos de ellos dependían de sus aparceros quienes pagaban alquiler con una porción de su producción agrícola.
Los dueños de tierras pequeñas eran mucho más numerosos que los grandes terratenientes y vivían y cultivaban su tierra en forma independiente, aunque muchas veces incurrían en fuertes deudas y debían vender sus tierras a los más ricos.
El funcionario de las cortes, Chao Cuo (f. 154 a. C.), argumentó que si la familia de cinco personas promedio que era dueña de una tierra no podía cultivar más de 4,57 ha de tierra y producir más de 2000 kg de granos al año, entonces los desastres naturales y las altas tasas impositivas obligarían a muchas de ellas a endeudarse, a vender sus tierras, hogares, e incluso a sus hijos, y a tener que volverse dependientes de un trabajo como aparceros para los ricos.
Los funcionarios de la corte del emperador Ai de Han (r. 7 a. C.-1 d. C.) trataron de implementar reformas que limitaban la cantidad de tierra que los nobles y los terratenientes ricos podían poseer, pero no tuvieron éxito.
Cuando Wang Mang tomó control de gobierno el 9, abolió la compra y venta de tierras en un sistema que llamó los Campos del Rey (王田). Esta era una variación del sistema de campos-pozo, donde el gobierno era dueño de la tierra y garantizaba a cada campesino terrenos de igual tamaño para que los cultiven.
En tres años, quejas por parte de los terratenientes ricos y los nobles obligaron a Wang Mang a revertir la reforma.
Luego de que Genshi (r. 23-25 a. C.) y Guangwu (r.25-57 a. C.) restauraran la dinastía Han, se sirvieron de los servicios de las grandes familias terratenientes para asegurar su posición en la sociedad. Muchos miembros de sus gobiernos también se volvieron ricos terratenientes.

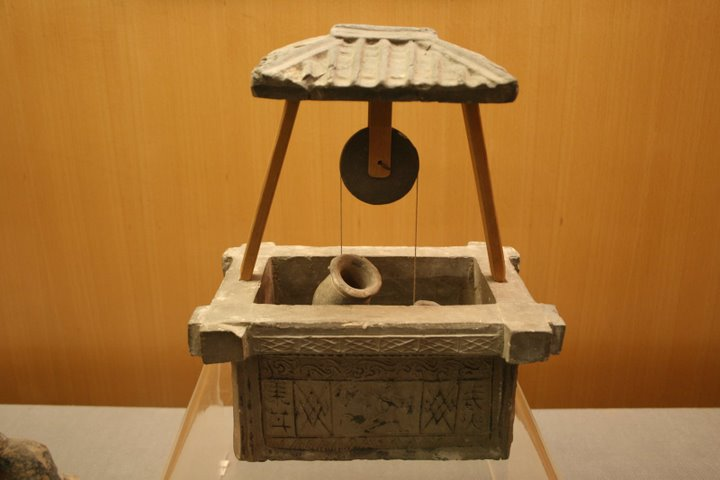
Un modelo de cerámica Han de un pozo de agua techado con un balde.

Para finales del periodo Han Oriental, el campesinado se había quedado en, su gran mayoría, sin tierras y trabajaba para los grandes terratenientes. Esto significó grandes pérdidas para el gobierno en ingresos fiscales.
Aunque el gobierno central bajo el emperador He de Han (r. 88-105) redujo los impuestos en tiempos de desastres naturales y crisis sin muchos efectos sobre el tesoro, sus sucesores no tuvieron el mismo éxito con el manejo crisis profundas. En poco tiempo el gobierno comenzó a depender más de los administradores locales para los trabajos de ayuda humanitaria durante desastres.
Luego de que el gobierno central no llegase a entregar a los gobiernos locales provisiones durante una plaga de langostas y un desborde del Río Amarillo en 153, muchos campesinos sin tierra firmaron convenios de retención de servicios con grandes terratenientes a cambio de ayuda durante los desastres
Patricia Ebrey indicó que Han Oriental fue el "periodo de transición" entre Han Occidental ―donde los pequeños agricultores independientes eran la gran mayoría― y los Tres Reinos (220-265) y luego los Dieciséis Reinos (304-439), cuando las grandes fincas familiares utilizaban trabajo no libre.
La Rebelión de los Turbantes Amarillos de 184, el asesinato de los eunucos en 189, y la campaña contra Dong Zhuo en 190 desestabilizaron el gobierno central, y Luoyang fue incendiada por completo.
Para estas alturas, "...el poder local y privado pasó a reemplazar a las autoridades públicas".

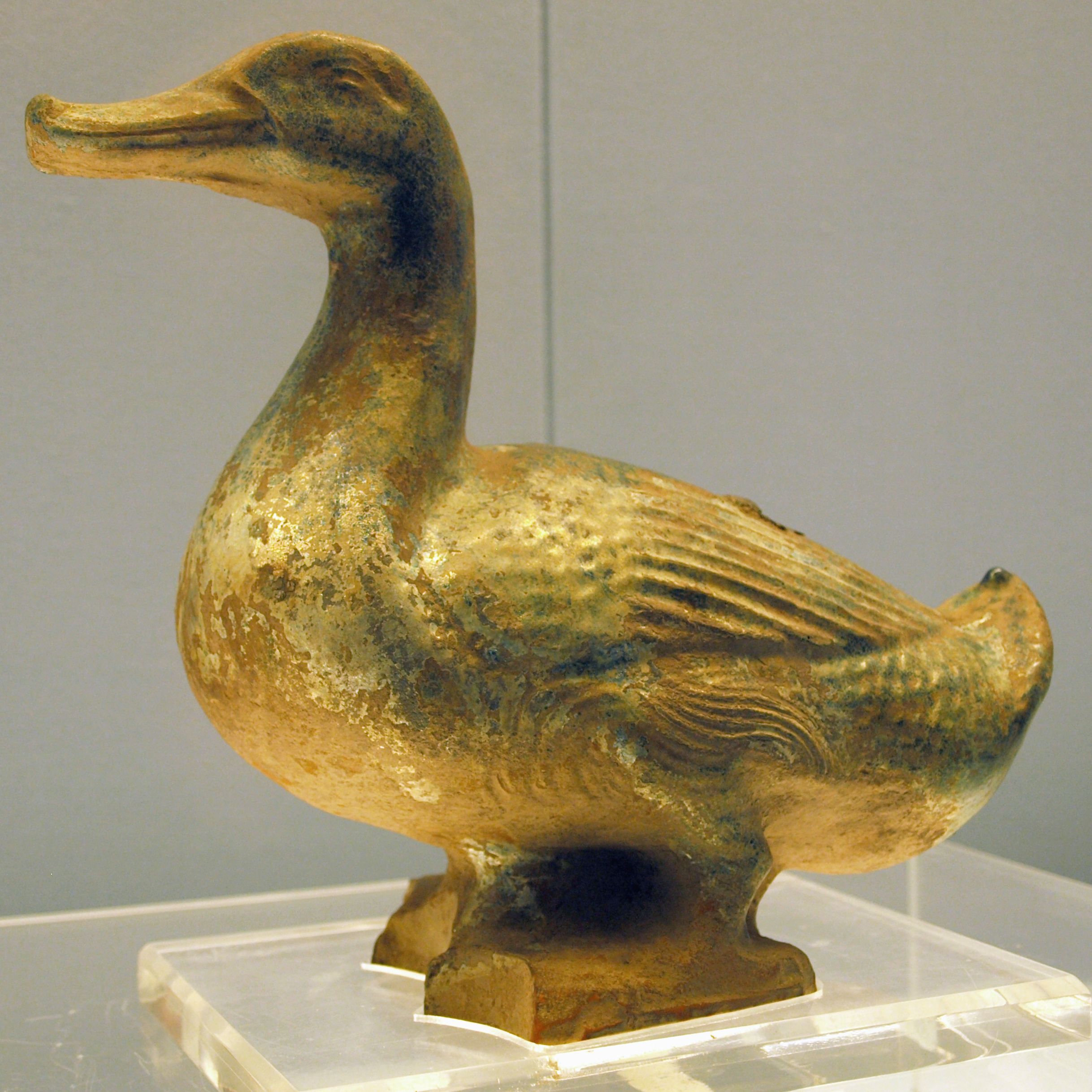
Figura de cerámica de un pato del periodo Han Oriental.

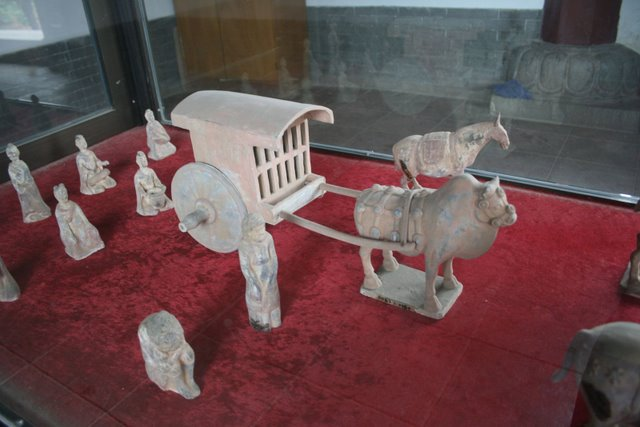
Figuras de cerámica de la época Han Oriental encontradas en una tumba en Luoyang.

El Canciller Han y el Rey de Wei Cao Cao (155-220) hicieron el último intento de limitar el poder de los terratenientes adinerados. Cao Cao estableció colonias agrícolas manejadas por el gobierno para los plebeyos sin tierra; a cambio de tierra y equipos baratos, los agricultores pagaban una parte de su cosecha. En los años 120 a. C., el emperador Wu trató de establecer colonias agrícolas en la frontera noroeste del entonces recientemente conquistado corredor de Hexi (actualmente provincia de Gansu). 600 000 nuevos colonos trabajaron estas tierras del estado usando semillas, animales y equipos prestados por el gobierno.
Un edicto imperial en el 85 a. C. ordenó a todos los gobiernos locales de las comanderías y a los reinos subordinados a que reubicasen a los campesinos sin tierra en las tierras estatales, donde se les pagarían salarios, proveería con semillas, prestaría herramientas y se los eximiría de pagar alquiler por cinco años e impuestos al sufragio por tres.
El edicto también permitía a los campesinos retornar a sus condados natales en cualquier momento.
Los siguientes gobiernos de los Tres Reinos establecieron colonias agrícolas utilizando estos modelos.

### Reformas impositivas
Debido a que las familias que eran pequeñas terratenientes de la principal fuente de ingresos por impuestos para el gobierno de la China Han, este trató de ayudar y proteger a los pequeños terratenientes para limitar el poder de los terratenientes y comerciantes adinerados.
El gobierno redujo los impuestos en tiempos de mala cosecha y les proveyó de ayuda humanitaria luego de los desastres.
Exenciones de impuestos y préstamos de semillas incentivaron a los campesinos desplazados a regresar a sus tierras.
Un edicto de 94 eximió a los campesinos desplazados del pago de impuestos sobre la tierra y servicios laborales por un año luego de retornar a sus propias granjas.
Los impuestos sobre la tierra de producción agrícola fueron reducidos en el 168 a. C. de un quinceavo de la producción a una trigésima parte, y abolidos por completo en el 167 a. C. Sin embargo, el impuesto fue reincorporado en el 156 a. C. a una tasa de una trigésima parte.
Para principios de Han Oriental, el impuesto sobre la tierra era del 10 por ciento de la producción agrícola, pero luego de la estabilización después de la muerte de Wang Mang, la tasa fue reducida nuevamente a un trigésimo de la producción el 30
Para el final de la dinastía Han, el impuesto sobre la tierra había sido reducido al 1 por ciento, con la pérdida en los ingresos siendo compensadas por el impuesto al sufragio y los impuestos sobre la propiedad.

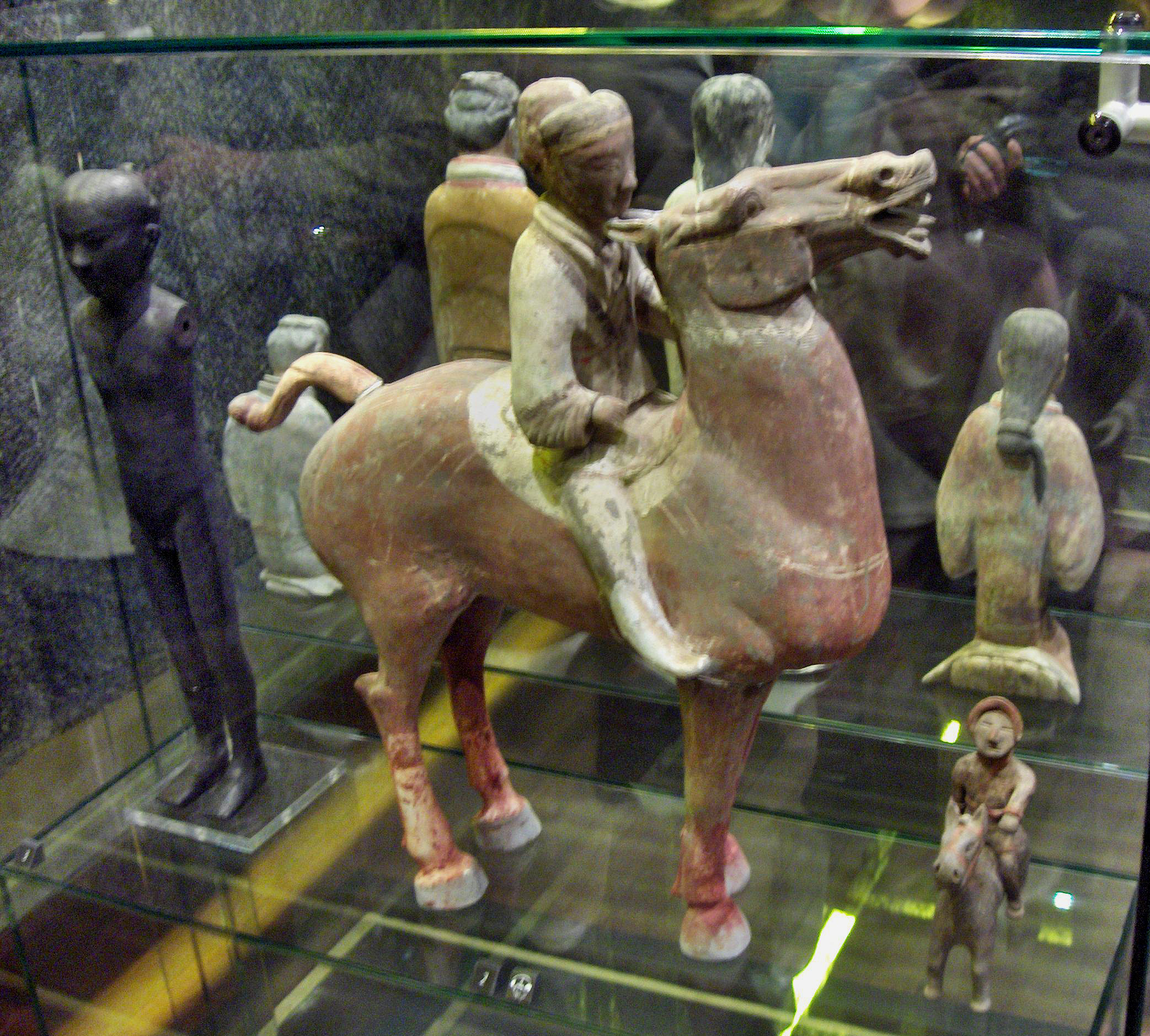
Figuras de cerámica de Han Occidental del II siglo a. C.

Aunque requirió más fondos para financiar la Guerra Sino-Xiongnu, el gobierno del emperador Wu de Han (141-87 a. C.) buscó la forma de evitar los impuestos elevados para los pequeños terratenientes. Para aumentar los ingresos fiscales, el gobierno impuso impuestos más altos sobre los comerciantes, confiscó tierra de los nobles, vendió oficinas y títulos, y estableció monopolios estatales sobre la producción de monedas, manufacturas de hierro y las minas de sal.
Se impusieron nuevos impuestos sobre la propiedad de barcos, carros, carruajes, carretas, tiendas y otras propiedades. El impuesto promedio sobre la propiedad fue aumentado en 119 a. C. de 120 monedas sobre cada 10 000 monedas en propiedades a 120 monedas por cada 2000.
Los impuestos para casi todos los productos son desconocidos, excepto el impuesto sobre el licor. Luego de que el monopolio del gobierno sobre el alcohol fuese abolido en el 81 a. C., un impuesto sobre la propiedad de 2 monedas por cada 0,2 L de alcohol fue impuesto para los comerciantes de licor.
La venta de ciertos oficios y títulos fue reintroducida en Han Oriental por la emperatriz viuda Deng Sui ―quien reinó como regente entre 105 y 121― para aumentar los ingresos gubernamentales en tiempos de devastadores desastres naturales y la total rebelión del pueblo qing en China occidental.
La venta de oficios se volvió extremadamente corrupta durante el gobierno dominado por eunucos del emperador Ling de Han (r. 168-189 d. C.), cuando muchos de los cargos gubernamentales importantes eran vendidos al mejor postor en lugar de ser ocupados por candidatos calificados que tomaban los exámenes imperiales o que habían ido a la Universidad Imperial.

### Conscripción

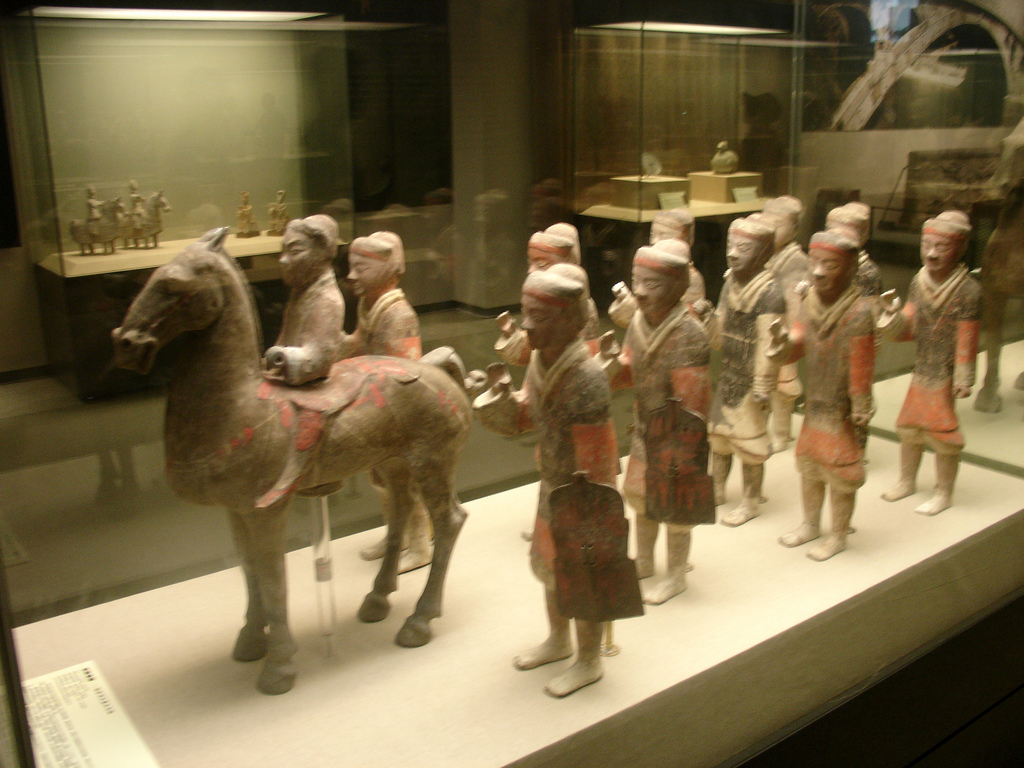
Soldados de infantería y caballería pintados en cerámica, dinastía Han Occidental.

En el periodo Han hubo dos formas de conscripción masiva. Estas eran la conscripción civil (gengzu 更卒) y la conscripción militar (zhengzu 正卒). Además de pagar sus impuestos en moneda y producción agrícola, todos los campesinos del periodo Han Occidental entre las edades de quince y cincuenta y seis años debían reportarse para cumplir con sus deberes de conscripción obligatoria durante un mes todos los años. Por lo general, estos deberes eran trabajos en proyectos de construcción.
A la edad de 23 años, los campesinos hombres eran reclutados al ejército, en donde eran asignados a la infantería, la caballería, o la armada.
Luego de un año de entrenamiento, pasaban a servir durante un año como militares en guarniciones fronterizas o como guardias en la ciudad capital.
Tenían la responsabilidad de realizar este año de servicio hasta que cumplieran cincuenta y seis años.
Esta también era la edad en la que sus milicias locales los dejaban ir, a la cual se podían unir una vez que completaban su año de servicio obligatorio.
Estos soldados reclutados no profesionales conformaban el Ejército del Sur (Nanjun 南軍) mientras que el Ejército del Norte (Beijun 北軍) era un ejército permanente compuesto de soldados profesionales pagados.
Durante el periodo de Han Oriental, los campesinos podían evitar el mes de trabajo anual obligatorio pagando un impuesto de conmutación (gengfu 更賦). Esto vieno de mano con un incremento en el uso de trabajadores pagados por el gobierno.
De igual manera, debido a que el gobierno de Han Oriental prefería el reclutamiento militar de voluntarios, la conscripción militar obligatoria para los campesinos de veintitrés años se podía evitar pagando un impuesto en su lugar.

### Comerciantes

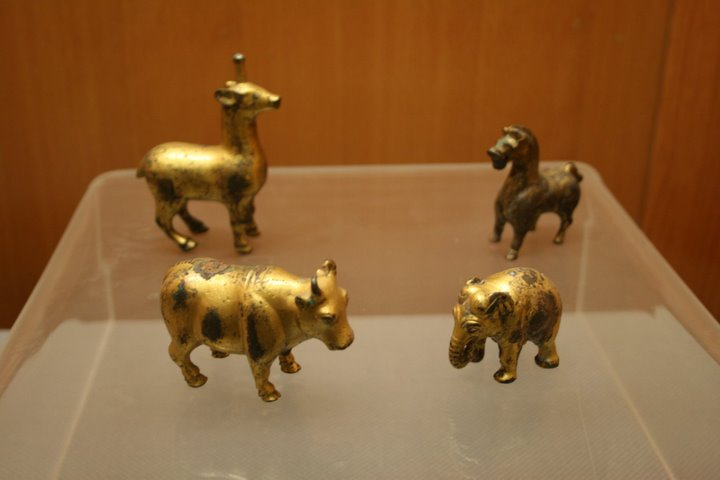
Figuras de animales doradas con pan de oro de la dinastía Han, incluyendo a un caballo, un elefante, una vaca y un unicornio.

Había dos clases de comerciantes han: aquellos que vendían sus productos en mercados urbanos, y los comerciantes itinerantes a gran escala que viajaban entre ciudades y a países en el extranjero.
Los dueños de tiendas a pequeña escala estaban inscritos en un registro oficial del gobierno y debían pagar fuertes impuestos comerciales.
Aunque estos comerciantes registrados debían pagar impuestos, un edicto de 94 ordenó que todos los campesinos sin tierra que se habían volcado a la venta ambulante fueron eximidos de pagar impuestos.
Los comerciantes itinerantes eran, por lo general, adinerados y no tenían que registrarse.
Estos comerciantes itinerantes muchas veces participaban en comercio a gran escala con poderosas familias y funcionarios gubernamentales.
Nishijima escribe que la mayoría de las biografías de "hombres adinerados" en las Memorias Históricas y el Libro de Han eran de comerciantes itinerantes.
En cambio, los comerciantes registrados tenían un estatus social muy bajo y frecuentemente eran sujetos de restricciones adicionales.
El emperador Gaozu aprobó leyes para aumentar sus impuestos, prohibiendo a los comerciantes de usar vestimentas de seda, e impidiendo que sus descendientes puedan ocupar cargos públicos. Estas leyes resultaron ser difíciles de hacer cumplir.
El emperador Wu aumentó los impuestos tanto para los comerciantes registrados como para los no registrados. Los comerciantes registrados estaban prohibidos de ser dueños de tierras, y si rompían esta ley, sus tierras y esclavos eran confiscados.
Sin embargo, los comerciantes adinerados no registrados eran dueños de grandes extensiones de tierra.
El emperador Wu redujo en forma significativa la influencia económica de los grandes comerciantes al competir contra ellos abiertamente en el mercado, abriendo tiendas administradas por el gobierno donde se vendían productos recolectados de los comerciantes como impuestos sobre la propiedad.

## Artesanías, industrias y empleos del gobierno

### Industrias privadas y monopolios del gobierno

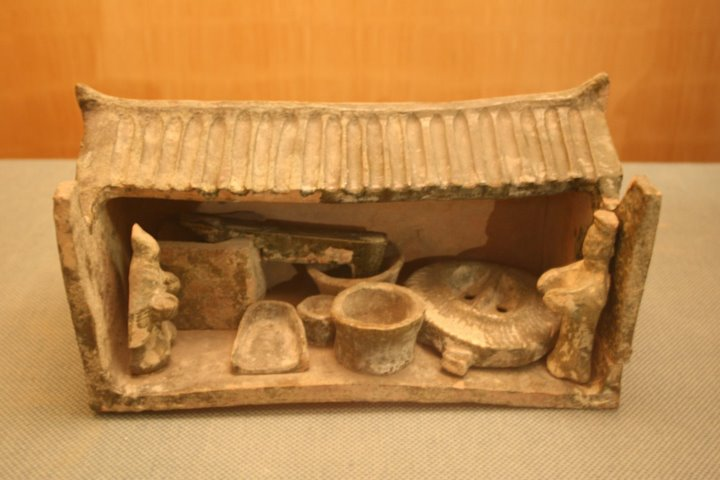
Una cerámica miniatura de un molino para granos encontrado en una tumba Han.

#### Hierro y sal
A principios de la dinastía Han, las empresas de hierro y sal en China eran propiedad de varios comerciantes adinerados privados y reyes regionales subordinados. Las ganancias de estas industrias estaban a la par de los fondos de la corte imperial.
Un industrial exitoso del hierro o la sal podía emplear a miles de campesinos, provocando graves pérdidas en los ingresos impositivos sobre la agricultura para el gobierno central.
Para restringir el poder de los industriales, el emperador Wu nacionalizó las industrias de la sal y el hierro para el 117 a. C.
El gobierno también había instituido un monopolio sobre la venta de licor en el 98 a. C. Sin embargo, esto fue revertido en el 81 a. C. en un esfuerzo para reducir la intervención del gobierno en la economía.
El Partido Reformista apoyaba la privatización, en oposición al Partido Modernista, el cual había dominado la política durante el reino del emperador Wu y el subsiguiente gobierno del regente Huo Guang (f. 68 a. C.).
El argumento de los modernistas era que los monopolios estatales proveían abundantes recursos naturales, buenas condiciones de trabajo, y hierro de alta calidad; el argumento de los reformistas era que las fundiciones de hierro estatales producían grandes e imprácticas cantidades de implementos que eran diseñados para cumplir con cuotas en lugar de usos prácticos, eran de menor calidad, y muy caros para ser comprados por plebeyos.
En el 44 a. C., los reformistas lograron que los monopolios de la sal y el hierro sean eliminados, pero los monopolios fueron reinstituidos en el 41 a. C. luego de su abrupto cierre que resultó en pérdidas de ingresos para el gobierno y perturbación de la economía privada.
Wang Mang mantuvo estos monopolios del gobierno central. Cuando comenzó Han Oriental, estos fueron revertidos una vez más, y las industrias fueron entregadas a los gobiernos locales de las comanderías y emprendedores privados.
El emperador Zhang de Han (r. 75-88) reintrodujo brevemente los monopolios del gobierno central sobre la sal y el hierro entre 85 y 88, pero los abolió en el último año de su reinado. Luego del emperador Zhang, la China Han nunca volvió a tener industrias de la sal y el hierro bajo manos del gobierno.

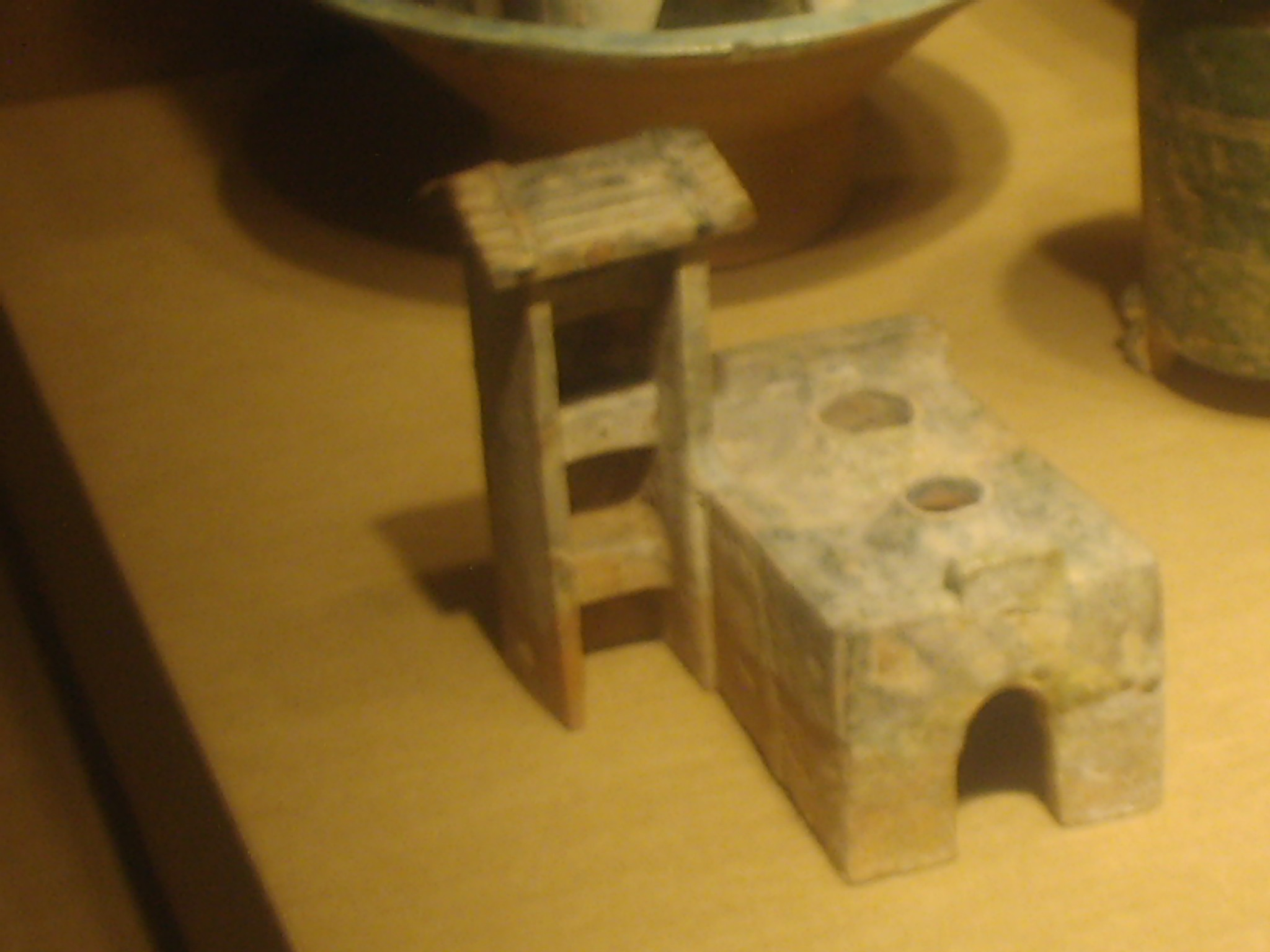
Un modelo de cerámica vidriado del periodo Han Oriental.

#### Granos
El comercio de granos fue una actividad privada rentable durante los primeros años de Han Occidental, pero esto no impidió que el gobierno del emperador Wu intervenga en el comercio de granos cuando estableció el "sistema de mercado igualitario" en el 110 a. C.
El gobierno compraba grano cuando era abundante y barato, enviándolo a graneros para ser almacenado o a áreas donde el grano era escaso.
El sistema pretendía eliminar la especulación sobre los granos, para crear un precio estándar e incrementar los ingresos del gobierno.
El sistema fue diseñado por el funcionario público Sang Hongyang (f. 80 a. C.) ―quién anteriormente había sido un comerciante. Sang Hongyang fue criticado por otros comerciantes por colocar oficiales gubernamentales en puestos del mercado.
Este sistema de distribución fue eliminado en Han Oriental, aunque fue revivido por un corto tiempo por el emperador Ming de Han (r. 57-75). El emperador Ming también abolió el sistema en 68, cuando consideró que el almacenamiento de grano por parte del gobierno había aumentando los precios y hecho a los terratenientes más ricos.
Ebrey sostiene que aunque la mayoría de las políticas fiscales del emperador Wu fueron revocadas durante Han Oriental, el daño que tuvieron sobre la clase comerciante China y las posteriores políticas de laissez-faire de Han Oriental permitieron que los terratenientes más adinerados dominen la sociedad, asegurando así que la economía china se mantenga fuertemente agrícola por siglos.
El gobierno central de Han Oriental perdió una importante fuente de ingreso al entregar las industrias de la sal y el hierro a manos privadas y comprar los escudos y armas de sus ejércitos de fabricantes privados. Sin embargo, esta pérdida de ingresos fue a menudo compensada con un aumento de impuestos sobre los comerciantes.

### Talleres del gobierno

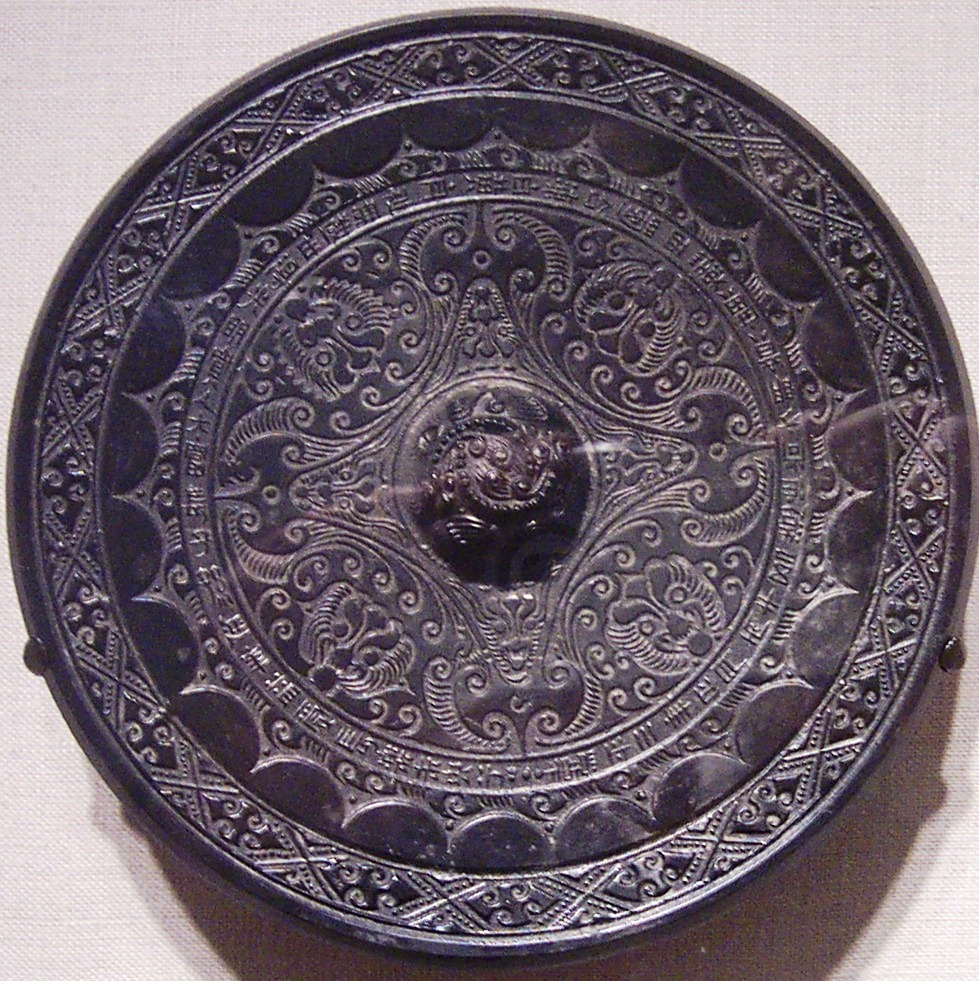
La parte trasera de un espejo de bronce del periodo Han Oriental con cabezas felinas sobre un terreno festoneado; el espejo tiene inscrita la fecha de su producción (174)

Los talleres del gobierno Han producían artículos funerarios comunes, de lujo e incluso artísticos, tales como las figuras de cerámica y las baldosas de las tumbas con las que se adornaban las paredes de las tumbas bajo tierra.
Los talleres imperiales eran operados por el ministro Administrativo, cuyo ministerio controlaba el tesoro y las finanzas privadas del emperador.
La Oficina de Arte y Artesanías, dependiente del ministro administrativo, producía armas, espejos de bronce, vasijas para buques, y otros artículos.
La Oficina de Manufacturas, también dependiente del ministro administrativo, producía armas más baratas, utensilios, y armaduras.
Las telas y prendas utilizadas por el emperador y la familia real eran fabricadas en la Casa del Tejido del Oeste y la Casa del Tejido del Este; esta última siendo cerrada en el 28 a. C., y la Casa del Tejido del Oeste siendo renombrada como Casa del Tejido.
Los talleres ubicados en las comanderías producían telas bordadas y de seda, artículos de lujo de plata y oro, y armas. Un taller en la actual provincia de Anhui, tenía un astillero donde se construían buques de guerra.
Aunque el gobierno utilizaba la mano de obra de esclavos propios, trabajadores de corvea, y convictos en sus talleres, también contrataban mano de obra especializada que era bien remunerada.
Los lacados Han eran fabricados por productores privados al igual que en talleres del gobierno.
Cientos de trabajadores podían ser empleados para trabajar en sólo un artículo de lujo, como una copa o mamparas lacadas.
Algunos lacados simplemente estaban gravados con el nombre del clan de la familia propietaria. Otros, estaban inscritos con los títulos del dueño, el tipo específico de vasijas, sus capacidades, el día, mes y año exacto de su fabricación (según el nombre de la era china y sus calendarios lunisolares), los nombres de los supervisores que estuvieron a cargo de la producción y los nombres de los trabajadores que los hicieron.
Incluso algunos artículos de hierro fabricados durante la época del monopolio tenían inscripciones con la fecha en que habían sido fabricados y su taller.
Calibradores de bronce de la dinastía Han, usados para mediciones precisas, también llevan inscrito el día, el mes y el año de su fabricación.
Los lacados Han con la sello imperial del emperador han sido encontrados mucho más allá de las regiones de la capital Han por arqueólogos modernos, en lugares como Qingzhen (en Guizhou), Pionyang (en Corea del Norte), y Noin Ula (en Mongolia).

### Proyectos de construcción públicos
El Arquitecto de la Corte estaba encargado con la supervisión de todos los proyectos de construcción imperial y de obras públicas, incluyendo la construcción de palacios y tumbas.

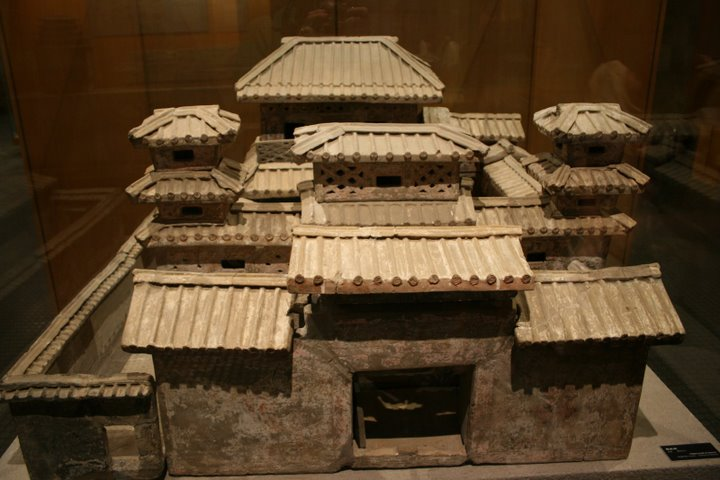
Un modelo de cerámica de la dinastía Han de un palacio con torres, puertas, salones y murallas, patios, verandas, techos baldosados y ventanas.

Durante el periodo Han Occidental, los campesinos que se reclutaban eran organizados en equipos de trabajos que consistían de más de cien mil trabajadores. Aproximadamente 150 000 reclutas trabajaron, en periodos consecutivos de treinta días durante un total de cinco años, en la construcción de las masivas murallas defensivas de Chang'an, las cuales fueron completadas en el 190 a. C.
Los trabajadores que eran reclutados eran asignados a trabajos para la construcción y mantenimiento de varios santuarios dedicados a varias deidades y espíritus de los ancestros de los emperadores.
Los reclutas también mantenían los sistemas de canales usados para el transporte agrícola y la irrigación.
Algunos de los proyectos más de renovación de los canales Han incluyeron loas reparaciones al Sistema de Irrigación de Dujiangyan y el Canal Zhengguo, construido por el anterior Estado de Qin y la Dinastía Qin (221-206 a. C.), respectivamente.
Diecinueve inscripciones de piedra que conmemoran la construcción de nuevos caminos y puentes por parte del gobierno de Han Oriental sobreviven hasta el día de hoy.
Excavaciones arqueológicas en Chang'an muestran que se construyeron puentes de madera que llegaban a las puertas sobre el foso defensivo
Los caminos también requerían reparaciones periódicas; en el 63 la ruta que iba desde las montañas Qilian, a través de Hanzhong (actualmente el sur de Shanxi), y hacia la capital Luoyang fueron sujetas a grandes reparaciones.
Para este proyecto se construyeron 623 puentes de armazón, cinco puentes grande, 107 km de nuevos caminos y 64 edificios ―incluyendo posadas, oficinas de correo, y estaciones de mensajería.
Aquellos que tenían autoridad militar también construyeron puentes. Por ejemplo, durante su campaña contra Xiongnu en el desierto de Mus Us en el 127 a. C., el general Wei Qing (f. 106 a. C.) hizo construir un puente sobre el río Wujia (un antiguo tributario del río Amarillo) en la actual Mongolia Interior. Usó este puente para mover tropas y suministros para un ataque contra los Xiongnu, al noroeste del actual Condado de Wuyuan (五原县).
Sobre esto, Ebrey escribió:

Había, por supuesto, varias razones para mantener los caminos. Un sistema político unificado sólo se podía mantener si el gobierno tenía los medios para despachar rápidamente funcionarios, tropas o mensajeros cuando fuese necesario. Este sistema de transporte, una vez establecido, facilitaba el comercio. A nivel local, los proyectos de caminos y puentes parecen haber sido iniciados tanto por interés de los comerciantes como de funcionarios gubernamentales.
Ebrey

## Comercio interno

### Productos comercializados

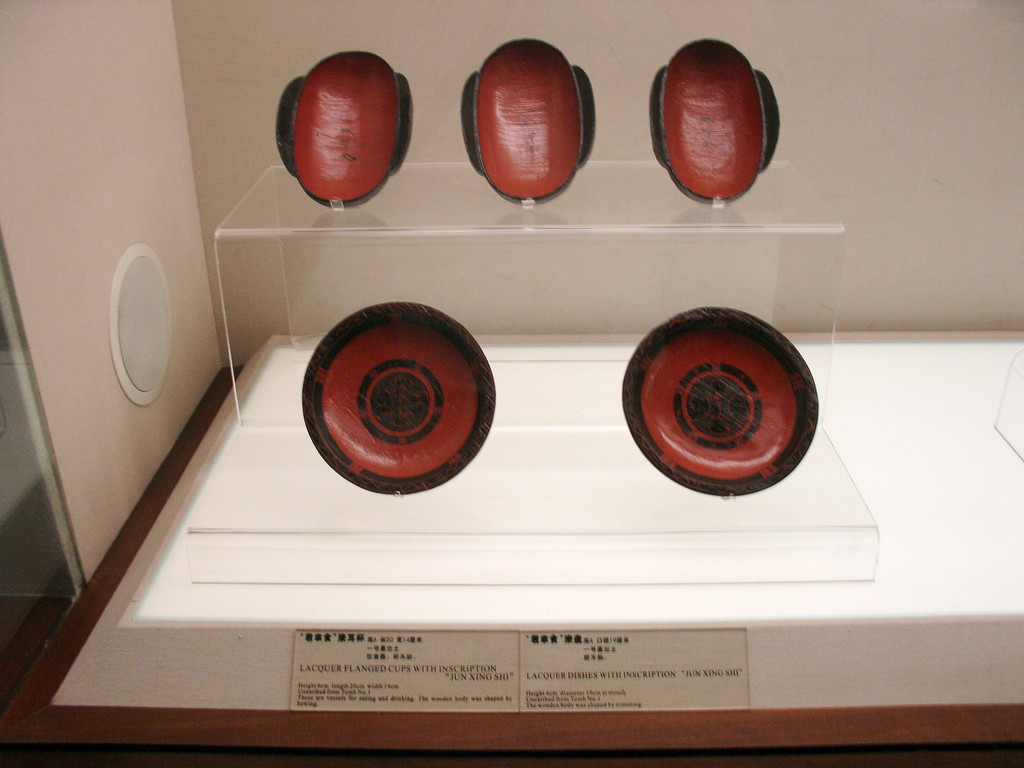
Un conjunto de cubiertos y platos rojos y negros lacados encontrados en una tumba del II siglo a. C. en Mawgdui, dinastía Han Occidental.

Los historiadores de la era Han como Sima Qian (145-86 a. C.) y Ban Gu (32-92), al igual que el historiador posterior, Fan Ye (398-445), registraron los detalles de las transacciones comerciales y los productos comercializados por los mercaderes Han. También han encontrado evidencias de estos productos con investigaciones arqueológicas posteriores.
Las comidas agrícolas más comunes durante la dinastía Han eran mijos de espinillas, mijo de proso, arroz, trigo, frijoles, y cebada.
Otras comidas incluían sorgo, taro, malva, mostaza, azufaifo, peras, ciruelas (entre ellas prunus salicina y Prunus mume), duraznos, damascos y laurel chino.
Pollo, pato, ganso, res, cerdo, conejo, ciervo sika, búho, perdiz de bambú china, urraca, perdiz común, grulla, y varios tipos de pescado eran las carnes consumidas comúnmente.
La producción de seda a través de la sericultura era rentable tanto para pequeños agriculturos como para productores en gran escala. Las vestimentas de seda eran demasiado caras para los pobres, quienes utilizaban ropas hechas normalmente de cáñamo.
Las mujeres del campo normalmente tejían la ropa de toda la familia.
Artículos de bronce comunes incluían implementos domésticos como lámparas de aceite, incesarios, mesas, planchas, cocinas, y graseras. Artículos de hierro eran normalmente en la construcción y la agricultura, como en rejas de arado, picotas, palas, hoces, hachas, azuelas, martillos, cinceles, cuchillos, sierras, leznas y clavos.
El hierro también era utilizado para hacer espadas, alabardas chinos, puntas de flechas y armaduras de escamas para el ejército.

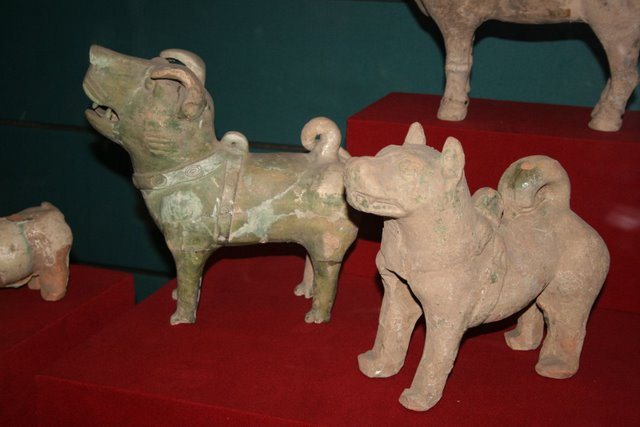
Aunque se comía carne de perro durante la dinastía Han, también eran domesticados como mascotas. La mayoría de los perros eran criados como mascotas, mientras que algunos tipos específicos eran criados para consumo.
Estos dos perros de cerámica encontrados en una tumba Han están utilizando collares decorativos.

Otros artículos comunes incluían: consumibles (licor, pepinillos y salsas, ovejas y cerdos, granos, levadura para fermentación, pescado y abulón seco, dátiles, castañas, frutas y vegetales), materias primas (cuero de ganado, madera para embarcaciones, palos de bambú, tintes, cuernos, laca, cinabrio, jade y ámbar), vestimentas y materiales relacionados (telas de seda, telas finas y bastas, prendas de marta y piel de zorro, fieltro y felpudos, sandalias de piel de venado), utensilios de comida (cubiertos y palillos de bronce, plata y madera, y recipientes de hierro), objetos de arte (lacados, cerámica), ataúdes elegantes (hechos de catalpa, robinia, enebro y madera lacada), vehículos como carretas de dos ruedas y carros de bueyes pesados, y caballos.
Además de artículos generales, los historiadores Han describieron productos específicos para cada región. Los artículos comercializados normalmente en Shanxi moderno incluían bambú, madera, granos y gemas; Shandong tenía pescado, sal, licor y seda; Jiangnan tenía alcanfor, catalpa, jengibre, canela, oro, estaño, plomo, cinabrio, cuernos de rinoceronte, caparazones de tortugas, perlas, marfil, y cuero.
Ebrey hizo una lista de los artículos encontrados en una tumba del segundo siglo en Wuwei, Gansu (sobre el corredor de Hexi fortificado por la Gran Muralla china), la cual es evidencia que los artículos de lujo podían ser obtenidos incluso en las fronteras más remotas:

(…) catorce piezas de cerámica; objetos de madera con forma de caballo, cerdo, buey, gallinero, y un animal con un sólo cuerno; setenta monedas de cobre; un mecanismo de arbalesta hecho de bronce; un pincel para escribir; un byoru lacado; un peine de madera; un adorno de jade; un par de zapatos de cáñamo; una bolsa de paja; los restos de un estandarte; un horquilla de bambú; dos sacos de paja; y una lámpara de piedra.
Ebrey

### Administración de tierras agrícolas y comercio
A principios de la era Han Oriental, el emperador Ming aprobó leyes que prohibían que aquellos que practiban agricultura estén involucrados simultáneamente en el comercio mercantil.
Estas leyes eran casi infectivas, ya que los terratenientes adinerados obtenían ganancias considerables del comercio de los productos producidos en sus tierras.
Cui Shi (催寔) (f. 170), un administrador de una cmoandería local que luego pasó a ser un funcionario en el secretariado del gobierno central, comenzó una vinería en su casa para pagar por el funeral de su padre. La gente de su clase lo criticó, diciendo que lo que hacía era inmoral, pero no ilegal.
El libro de Cui Shi, Simin yueling (四民月令) es la única obra significativa que existe el día de hoy sobre la agricultura en el periodo Han Oriental,
aunque aún existen aproximadamente 3000 caracteres del Fan Shengzhi shu (氾勝之書), del reino del emperador Cheng de Han (33-7 a. C.).
El libro de Cui Shi describe los rituales de culto a los ancestros, el trabajo agrícola, festivales y celebraciones de fechas importantes, conductas para las relaciones entre familiares, y la temporada escolar para los hombres. El libro de Cui Shi también provee instrucciones detalladas sobre qué meses eran los que otorgaban mayores beneficios en la venta de ciertos tipos de productos agrícolas.
La siguiente tabla está basada en la obra de Ebrey "Administración agrícola y familiar en el periodo Han posterior según las Instrcciones Mensuales para las Cuatro Clases de Personas" (1974).
Ebrey escribe: "…  el mismo artículo era muchas veces comprado y vendido en diferentes épocas del daño. La razón detrás de esto era claramente financiera: los artículos eran comprados cuando el precio era bajo y se vendían cuando era alto.
Las cantidades específicas de cada producto comercializado no están registradas, sin embargo, el momento de la compra y venta en el año es la información más importante para los historiadores.
Hay algunos artículos importantes que no están en la lista de Cui Shi, pero que definitivamente eran productos importantes que su familia compraba y vendía durante épocas específicas del año, como ser sal, hierro, herramientas agrícolas y utensilios de cocina, papel y tinta (el proceso de fabricación de papel fue inventado por Cai Lun en 105),
además de artículos de lujo de seda y comidas exóticas.
| Artículos comprados y vendidos en la finca de Cui Shi (催寔) | Artículos comprados y vendidos en la finca de Cui Shi (催寔)                         | Artículos comprados y vendidos en la finca de Cui Shi (催寔)               |
| Mes del año                                                  | Comprado                                                                             | Vendido                                                                    |
| ------------------------------------------------------------ | ------------------------------------------------------------------------------------ | -------------------------------------------------------------------------- |
| 2                                                            | Leña y carbón                                                                        | Mijo con cáscara, mijo glutinoso, soya y frijoles pequeños, cáñamo y trigo |
| 3                                                            | Tela de cáñamo                                                                       | Mijo glutinoso                                                             |
| 4                                                            | Cebada regular y sin cáscara, retazos de seda para relleno                           |                                                                            |
| 5                                                            | Cebada regular y sin cáscara, trigo, hilo de seda, tela de seda y de cáñamo, paja    | Soya y frijoles pequeños, sésamo                                           |
| 6                                                            | Cebada sin cáscara, trigo, seda                                                      | Granos de soya                                                             |
| 7                                                            | Trigo o cebada, seda                                                                 | Soya y frijoles pequeños,                                                  |
| 8                                                            | Zapatos de cuero, mijo glutinoso                                                     | Semillas de trigo o cebada                                                 |
| 10                                                           | Mijo con cáscara, soya y frijoles pequeños, y semillas de cáñamo                     | Seda gruesa, seda e hilo de seda                                           |
| 11                                                           | Arroz no-glutinosos, mijo con y sin cáscara, frijoles pequeños, y semillas de cáñamo |                                                                            |

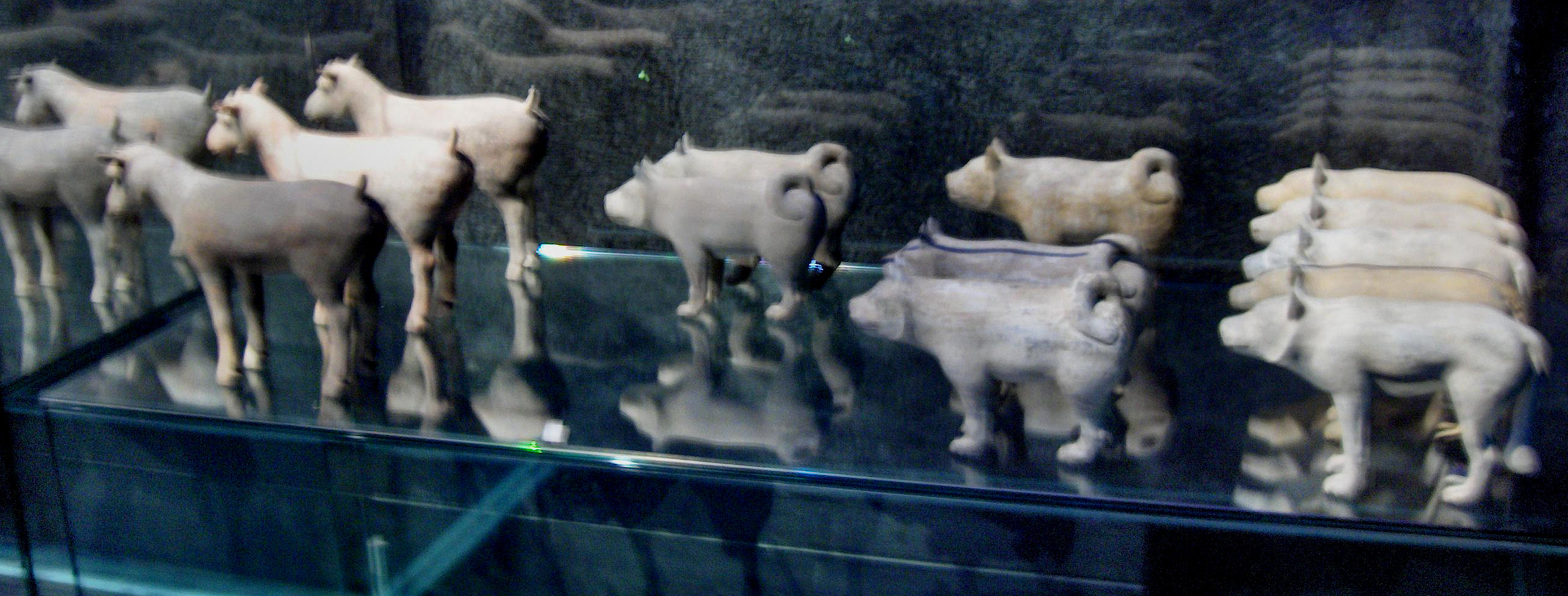
Cerdos de cerámica y bueyes encontrados en una tumba del periodo Han Occidental.

Durante el periodo Han Oriental había desempleo masivo entre los campesinos sin tierras. Sin embargo, existe evidencia arqueológica y literaria que aquellos que administraban ricas fincas agrícolas gozaron de un alto nivel de prosperidad y vivieron cómodamente.
Además de la obra de Cui, el inventor, matemático y astrónomo de la corte chino, Zhang Heng (78-139) escribió una rapsodia que describía las riquezas de los campos de Nanyang y sus arrozales irrigados. Menciona plantaciones de granos, estanques llenos de peces, y jardines y huertos llenos de brotes de bambú, puerros de otoño, nabos, perillas, evodias y jengibre púrpura.
Los ladrillos en las paredes de las tumbas de los Han adinerados estaban adornados con relieves cincelados o moldeados y murales pintados; estos normalmente mostraban escenas de las fincas, salones, pozos, cobertizos para carruages, corrales para ganado, ovejas, pollos y cerdos, establos para caballos, y los empleados cosechando hojas de morera, arando la tierra, y azadonando los campos de vegetales.
Las fincas pequeñas y medianas estaban administradas por familias únicas. El padre era el administrador principal, los hijos los trabajadores de campo. Las esposas e hijas trabajaban con sirvientas para tejer y producir seda.
Los terratenientes muy adinerados que tenían muchos campesinos trabajando para ellos, utilizaban un sistema de mediería similar al sistema usado por el gobierno en las tierras estatales. Bajo este sistema, los campesinos recibían la tierra, herramientas, bueyes, y una casa a cambio de un tercio o la mitad de su producción.

## Comercio exterior e intercambios tributarios

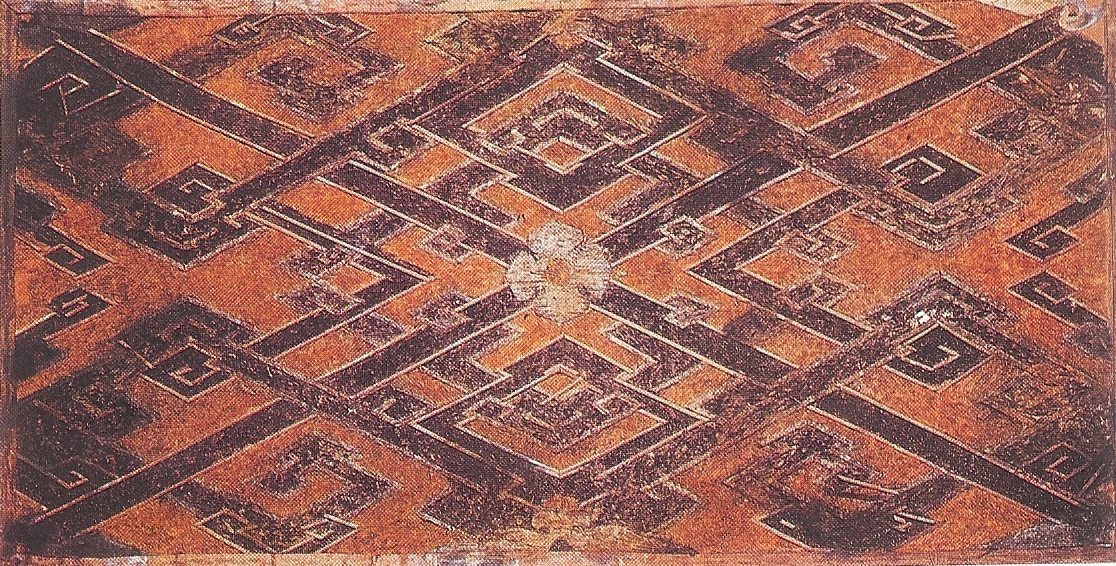
Tejido de seda de la tumba n.º 1 en Mawangdui, Changsha, provincia de Hunan, el periodo Han Occidental, II siglo a. C.

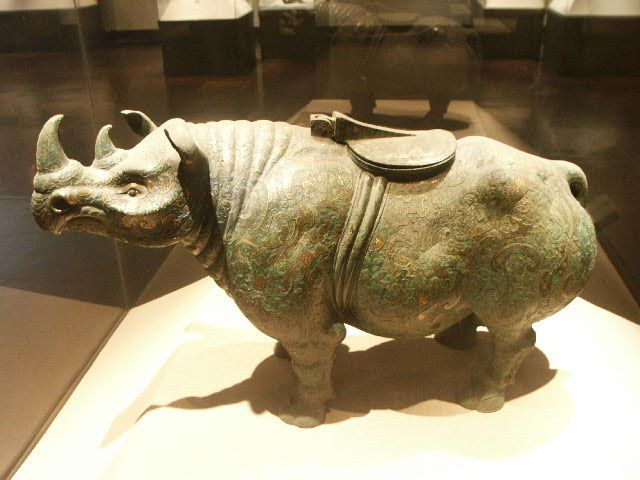
Un rinoceronte de bronce de la era Han Occidental.

Antes de la dinastía Han, los mercados cercanos a la frontera norte de China comerciaban con las tribus nómadas de la Estepa Eurásica.
El acuerdo heqin entre la China Han y los Xiongnu estipulaba la transferencia de bienes en calidad de tributo desde China. La cantidad exacta que se envió a los Xiongnu en el II siglo a. C. se desconoce. En el 89 a. C., cuando Hulugu Chanyu (狐鹿姑) (r. 95-85 a. C.) pidió que se renueve el acuerdo heqin, demandó un tributo anual de 400 000 L de vino, 100 000 L de granos, y 10 000 fardos de seda.
Estas cantidades de vino, granos y seda eran considerablemente más altas que los tributos anteriores, los que se estiman eran mucho menores.
Además de estos acuerdos, los intercambios comerciales más comunes entre los comerciantes Han y Xiongnu era el intercambio de caballos Xiongnu y pieles por productos agrícolas y artículos de lujo chinos, más notablemente, seda.
A través del mercado negro, los Xiongnu también lograban contrabandear armas de hierro a través de la frontera.
Los Han establecieron presencia diplomática en la cuenca del Tarim en Asia Central durante el reinado del emperador Wu de Han (141-87 a. C.). Los enviados Han llevaban regalos de ovejas, oro, y seda a los oasis urbanos de las ciudades-estado.
Los chinos algunas veces usaban oro como moneda; sin embargo, la seda era el medio más utilizado para pagar por la comida y el alojamiento.
Una vez que China había subyugado a la cuenca del Tarim y establecido un protectorado allí, los enviados Han en estos estados recibían comida y alojamiento gratis. Estos enviados debían enviar pieles, piedras preciosas y manjares como uvas pasas de Asia Central a la corte Han.
La corte arsácida enviaba animales exóticos como leones y avestruces a la corte Han, y el rey que gobernaba lo que hoy es Birmania enviaba elefantes y rinocerontes.
Las misiones diplomáticas Han a las cortes reales en toda Asia eran por lo general acompañadas de caravanas comerciales que obtenían importantes ganancias de los viajes.
La corte imperial recibió un tributo de sumisión del líder Xiongnu, Huhanye (呼韓邪) (r. 58-31 a. C.), un importante rival de Zhizhi Chanyu (r. 56-36 a. C., muerto en la Batalla de Zhizhi). El tributo de Huhany, el intercambio de rehenes, y su presencia en Chang'an en el año nuevo de 51 a. C. fueron recompensadas por el emperador con los siguientes regalos: 5 kg de oro, 200 000 monedas, 77 vestimentas, 8000 fardos de tela de seda, 1500 kg de hilo de seda, 15 caballos y 68 000 L de granos.
Como se puede ver en la tabla líneas abajo, según la obra de Yü Ying-shih's, "Relaciones Exteriores Han" (1986), la sumisión del líder político Xiongnu sólo se podía garantizar si los Han le proveían cada vez más lujos con cada visita que realizaba a la corte china.
| Regalos imperiales Han recibidos por Chanyu Xiongnu durante los viajes de homenaje a la corte Han en Chang'an | Regalos imperiales Han recibidos por Chanyu Xiongnu durante los viajes de homenaje a la corte Han en Chang'an | Regalos imperiales Han recibidos por Chanyu Xiongnu durante los viajes de homenaje a la corte Han en Chang'an |
| Año (a. C.).                                                                                                  | Hilo de seda (medida en jins).                                                                                | Tela de seda (medida en fardos).                                                                              |
| --- | --- | --- |
| 51 | 1.500 | 8.000 |
| 49 | 2.000 | 9.000 |
| 33 | 4.000 | 18.000 |
| 25 | 5.000 | 20.000 |
| 1 | 7.500 | 30.000 |

El establecimiento de la Ruta de la Seda tuvo lugar durante el reinado de Wu, gracias a los esfuerzos del diplomático Zhang Qian. La creciente demanda de seda por parte del Imperio Romano estimuló el tráfico comercial tanto en Asia Central y a través del Océano Índico. Los comerciantes romanos zarpaban hacia Barbarikon cerca del actual Karachi, Pakistán, y Barygaza, actual Guyarat, India, para comprar sedas chinas (véase Comercio de la Antigua Roma con India).
Cuando el emperador Wu conquistó Nanyue ―en lo que hoy en día es el Suroeste de China y el norte de Vietnam― en el 111 a. C., el comercio exterior se extendió al sureste asiático y el Océano Índico, a medida que los comerciantes marítimos intercambiaban oro Han por perlas, jade, lapislázuli, y objetos de vidrio.
El Libro de Han Posterior indica que enviados romanos del emperador Marco Aurelio (r. 161-180), siguiendo una ruta por el sur, llevaron regalos a la corte del emperador Huan de Han (r. 146-168) en 166
Esta misión romana vino después de un intento fallido del diplomático Han Gan Ying de llegar a Roma en 97. Gan Ying fue retrasado en el golfo Pérsico por autoridades del arsácidas, y sólo pudo hacer un reporte sobre Roma basándose en relatos orales.
Los historiadores Charles Hucker y Rafe de Crespigny especulan que la misión romana de 166 fue realizada por comerciantes emprendedores romanos y no por diplomáticos;
Hucker indica que:
Normalmente se les permitía a las misiones tributarias de Estados vasallos incluir a comerciantes, quienes por su parte ganaban oportunidades para hacer negocios en los mercados de capitales. Sin lugar a duda, una gran parte de aquellas que la corte china llamaba misiones tributarias eran de hecho aventuras comerciales astutamente organizadas por comerciantes extranjeros que no tenínan ningún estatus diplomático. Este fue el incuestionable caso, más notoriamente, de un grupo de comerciantes que aparecieron en la costa sur en 166 diciendo ser enviados del emperador romano Marco Aurelio Antonio.
La principal ruta comercial que llegaba a la China Han pasaba primero por Kashgar, aunque Bactria helenizada más hacia el oeste era el centro principal del comercio internacional.
Para el siglo I, Bactria y gran parte de Asia Centra y el norte de India estaban controlados por el Imperio Kushan. La seda era el principal producto de exportación de China a India.
Los comerciantes indios llevaron varios productos a China, incluyendo caparazones de tortuga, oro, plata, cobre, hierro, plomo, estaño, telas finas, textiles de lana, perfumes e incienso, azúcar cristalizada, pimienta, jengibre, sal, corales, perlas, artículos de vidrio y vasijas romanas.
Los comerciantes indios llevaron styrax romano y olíbano a China, mientras que los chinos conocieron al bdelio como una fragancia aromática de Persia, aunque es originaria del Occidente de la India.
Los grandes caballos de Fergana importados desde el valle del mismo nombre eran altamente valorados en la China Han.
Las exóticas y novedosas uvas de Asia central (i.e. vitis vinifera) eran utilizadas para producir vino, aunque los chinos tenían vino de arroz antes de esto.
Artículos de vidrio de lujo de la antigua Mesopotamia han sido encontrados en tumbas chinas desde finales del periodo de Primaveras y Otoños (771-476 a. C.). Productos de vidrio romanos han sido encontrados en tumbas chinas de principios del I siglo a. C., siendo el espécimen más antiguo uno encontrado en el puerto sureño chino de Guangzhou.
Artículos de plata del Imperio Romano y los territorios arsácidas también han sido encontrados en tumbas Han.